# Цвек Олена Василівна
Олена Василівна Цвек (3 серпня 1931 — 5 липня 2020) — українська вчена-археолог, дослідження якої спрямовані на трипільську культуру неоліту.

## Освіта та кар'єра
Народилася в Києві 3 серпня 1931 року. Дочка мистецтвознавця Ольги Малашенко. Викладала історію та археологію в Київському університеті у Л. М. Славіна та С. М. Бібікова, котрий закінчила у 1959 році. З 1959 року до виходу на пенсію в 2002 році, працювала науковим співробітником Інституту археології НАНУ У 2005 році Олена Цвек була нагороджена премією імені Вікентія Хвойки.
5 липня 2020 року у віці 89 років Олена Цвек померла.

## Дослідження трипільської культури
Наукова робота Олени Цвек була спрямована на дослідження неолітичної трипільської культури, локалізованої, зокрема, в районі річки Південний Буг та Подніпров'я. Олена Василівна однією з перших вказала на характерні особливості цього краю, відомі науці як «східнотрипільська культура» Її кандидатська дисертація, котру Олена Василівна захистила в 1987 році, була присвячена дослідженню трипільської культури Буго-Дніпровського межиріччя..
З кінця 1960-х років, Олена Цвек була керівницею ряду масштабних археологічних розкопок на східнотрипільських стоянках, таких як Шкарівка (1969–73), Гарбусин, Бачкурине (1971–73), Зарубинці, Харківка (1974–75), Лісові Гринівці (1974–76), Веселий Кут (1975–85, 1993), Тараща (1982), Вільховець І. І. (1984), Онопріївка (1984–85, 1993), Коробчине, Риб'яний Мост (1988–89) та Березівка (1989—2004). Відкрила також стоянки Гребля, Шкарівка, Тараща та Христинівка.